# Nourdine Bourhane
Nourdine Bourhane (ur. 1958) – komoryjski polityk, premier Komorów od 1997 do 1998, wiceprezydent Komorów od 2011 do 2016.

## Życiorys
Był szefem wielu ministerstw: informacji, kultury, młodzieży i sportu, poczty i telekomunikacji. Stanowisko premiera objął we wrześniu 1997 po tym, jak do dymisji podał się Ahmed Abdou, który nie mógł sobie poradzić z separatystami z wysp Anjouan i Mwali. W maju 1998 prezydent Mohamed Taki Abdulkarim odwołał go ze stanowiska, przez kilka miesięcy nie wyznaczając nowego szefa rządu. Od 2011 do 2016 wiceprezydent Komorów u boku Ikililou Dhoinine.